# 君がいない、あの日から…
「君がいない、あの日から…」（きみがいない、あのひから…）は、Acid Black Cherryの18枚目のシングル。2014年3月11日にmotorodより発売された。

## 概要
Acid Black Cherry Project “Shangri-la” の第三弾、最終弾となるシングル。カップリングには"Recreation Track"として、1985年リリースの尾崎豊「Forget-me-not」のカヴァーを収録。
CD+DVD盤（初回生産限定盤）、通常盤、スペシャルプライス盤（初回生産限定盤）の3形態で発売。
- CD+DVD盤のDVDには1曲目のMUSIC CLIPとメイキング映像を収録。
- 通常盤には初回仕様のみ、フォトブックレット(12P)が封入。
- スペシャルプライス盤には全4種からなるABCオリジナルトレカ1枚がそれぞれ封入されている。

## 収録内容

### 初回生産限定盤・通常盤
| #         | タイトル                    | 作詞・作曲 | 編曲      | 時間 |
| --------- | --------------------------- | ---------- | --------- | ---- |
| 1.        | 「君がいない、あの日から…」 | 林保徳     | 林保徳    | 4:58 |
| 2.        | 「Forget-me-not」           | 尾崎豊     | 西本明    | 4:59 |
| 合計時間: | 合計時間:                   | 合計時間:  | 合計時間: | 9:57 |

| #  | タイトル                                | 作詞 | 作曲・編曲 |
| -- | --------------------------------------- | ---- | ---------- |
| 1. | 「君がいない、あの日から…」(music clip) |      |            |
| 2. | 「OFF SHOT」                            |      |            |

### スペシャルプライス盤
| #         | タイトル                    | 作詞 | 作曲・編曲 |
| --------- | --------------------------- | ---- | ---------- |
| 1.        | 「君がいない、あの日から…」 |      |            |
| 合計時間: | 合計時間:                   | 4:58 |            |